# Джуліан Ассанж
Джу́ліан Пол Асса́нж (англ. Julian Paul Assange [əsɑ ː nʒ]; народився 3 липня 1971, Таунсвілл, Австралія) — австралійський журналіст, інтернет-активіст, засновник Wikileaks (2006). Проводить виступи про свободу преси, цензуру, журналістські розслідування. Отримав три нагороди журналістики за роботу з Wikileaks.

## Життєпис
Народився 1971 року в Таунсвілі на північному сході Австралії. За материнською лінією походить від шотландських та ірландських емігрантів, які прибули до Австралії в середині XIX ст.
1972 року його мати (Кристін) вийшла заміж за директора мандрівного театру і дитинство Джуліан провів у безперервних переїздах. У 1979 мати розійшлася з директором театру і стала зустрічатися з музикантом, незабаром у них народився син, але виявилося, що новий обранець матері є членом секти «Сім'я», заснованої Енною Гамільтон-Берн. Члени цієї секти віддають новонароджених немовлят засновниці. Мати, побоюючись за долю сина, втекла. Тому з 11 до 16 років Джуліан знову перебував у постійних переїздах.
Мати Ассанжа відрізнялася нонконформізмом і вважала, що шкільна освіта може лише віднадити дитину від знань і замість цього прищепити непотрібне шанування авторитетів. Тому свого сина вона навчала вдома, лише іноді віддаючи до шкіл в містах, де зупинявся театр. Всього в дитинстві Ассанж змінив 37 шкіл, але активно захоплювався самоосвітою, особливо любив точні науки. Періодично мати віддавала його на заняття до університетських професорів. Поруч із одним з будинків, які знімала мати Ассанжа, розташовувався комп'ютерний магазин. Ассанж часто ходив туди і отримав перші навички програмування. Коли мати побачила його захоплення програмуванням, вона переїхала в дешевше житло та купила Ассанжу комп'ютер Commodore 64.
Джуліан Ассанж рано став захоплюватися програмуванням. У 16 років придбав собі модем і став працювати в мережах, що передували інтернету, під ніком Мендакс (англ. Mendax). Інтернет-псевдонім у нього був зі змістом: за аналогією з оксюмороном Горація (лат. splendide mendax) — благородний (прекрасний) брехун.
1991 — Ассанжа разом зі спільниками заарештовують за злам центрального сервера канадської телекомунікаційної компанії Nortel. Після кількох допитів він визнав себе винним за всіма 25 пунктами звинувачення. Йому загрожувало 10 років в'язниці, але Ассанж відбувся штрафом. Ассанж почав навчання в Університеті Мельбурна на факультеті фізики і математики, але покинув його, бо йому здавалося, що спонсорами та регуляторами освітнього процесу є військові. Він також вивчав філософію і нейронауки.
Написав роботу, яка називалася «Конспірологія як метод управління».
1993 року Ассанж брав участь у відкритті одного з перших публічних інтернет-провайдерів в Австралії, започатковувача громадського доступу до мережі.
Починаючи з 1994 жив у Мельбурні та працював програмістом і розробником вільного програмного забезпечення.
1995 Ассанж створює Strobe — перший вільний і відкритий сканер портів.
Через деякий час був затриманий за підозрою у крадіжці 500 тис. доларів з рахунків Сітібанку. Однак перевірка підозр не підтвердила.
1998 Ассанж здійснив навколосвітню подорож.

## WikiLeaks

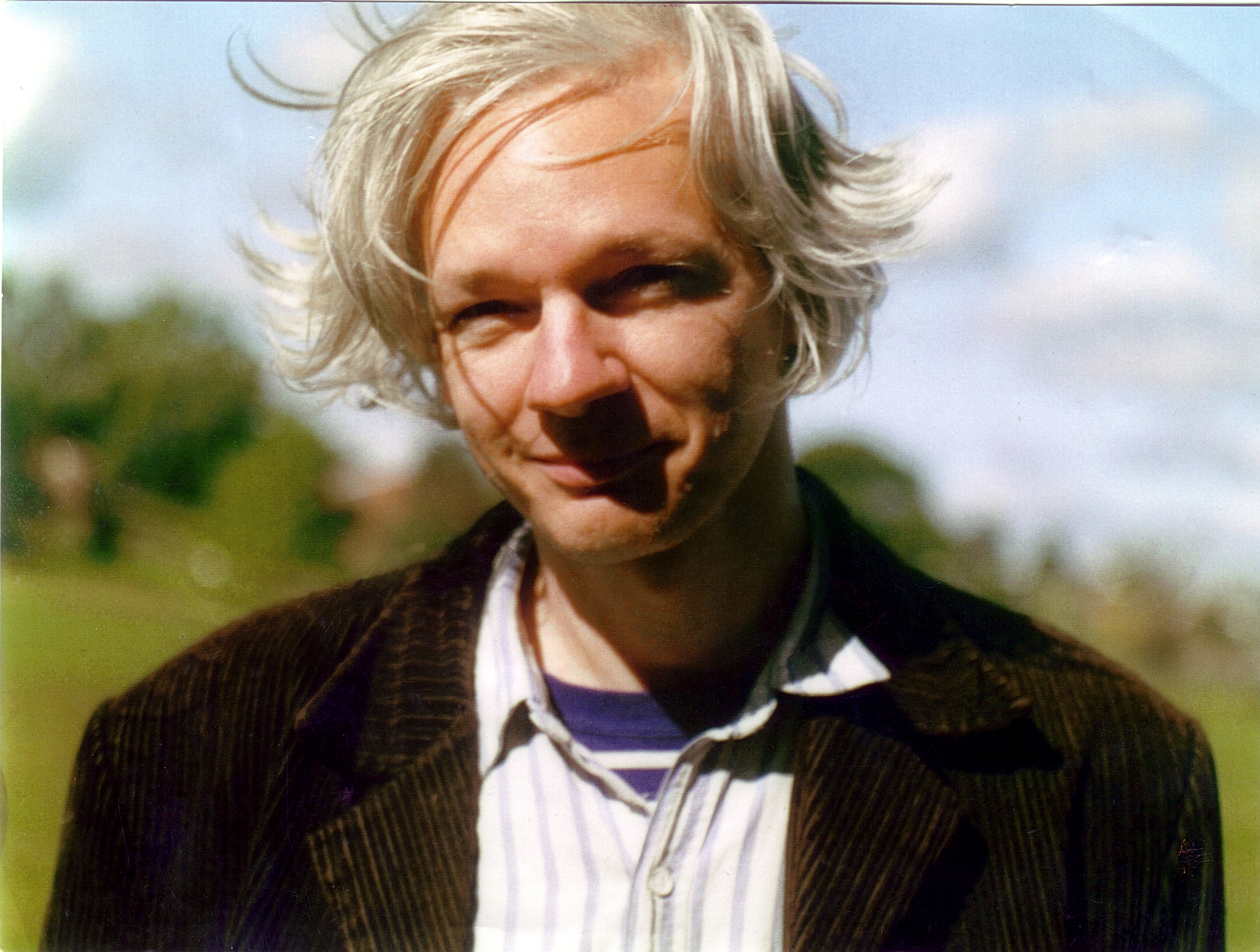
Ассандж до 2006 року

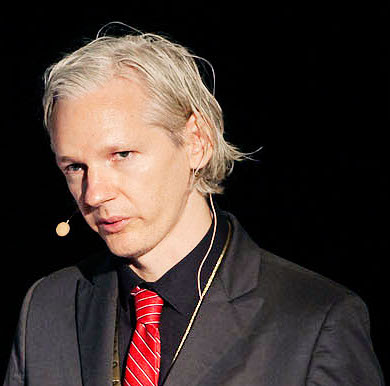
Ассандж у Копенгагені, 17 листопада 2009 року

2006 року Ассанж засновує сайт WikiLeaks. Вирішив, що базою головного сервера буде Швеція, відома своєю лояльністю до журналістів. У грудні 2006 на ресурсі WikiLeaks з'являється перший матеріал: «Рішення Ісламського суду Сомалі про страту урядових чиновників». Портал наголосив, що документ може бути несправжнім, але «отримано з серйозного джерела в розвідці США».
Ассанж привернув широку увагу громадськості за публікацію у WikiLeaks секретних матеріалів про участь США у війнах в Афганістані та Іраку. Джуліан Ассанж відправив до видань Al Jazeera, The Guardian, Der Spiegel і The New York Times близько 100 тис. секретних документів про хід війни в Афганістані. Частина документів стосується розстрілу мирних жителів. Після публікації деяких документів вибухнув міжнародний скандал. Ассанж також заявляв, що в його розпорядженні є ще близько 15 тис. секретних документів Пентагону.
Організація «Репортери без кордонів» у своєму відкритому листі від 12 серпня звинуватила Ассанжа в «неймовірній безвідповідальності», але інші — аплодують.
У серпні 2010 Джуліан Ассанж у рамках свого візиту до Швеції підписав угоду з місцевою Партією піратів про розміщення частини серверів Wikileaks на її майданчиках, що забезпечить проєкту політичну підтримку на світовій арені.

## Арешт і подальші події

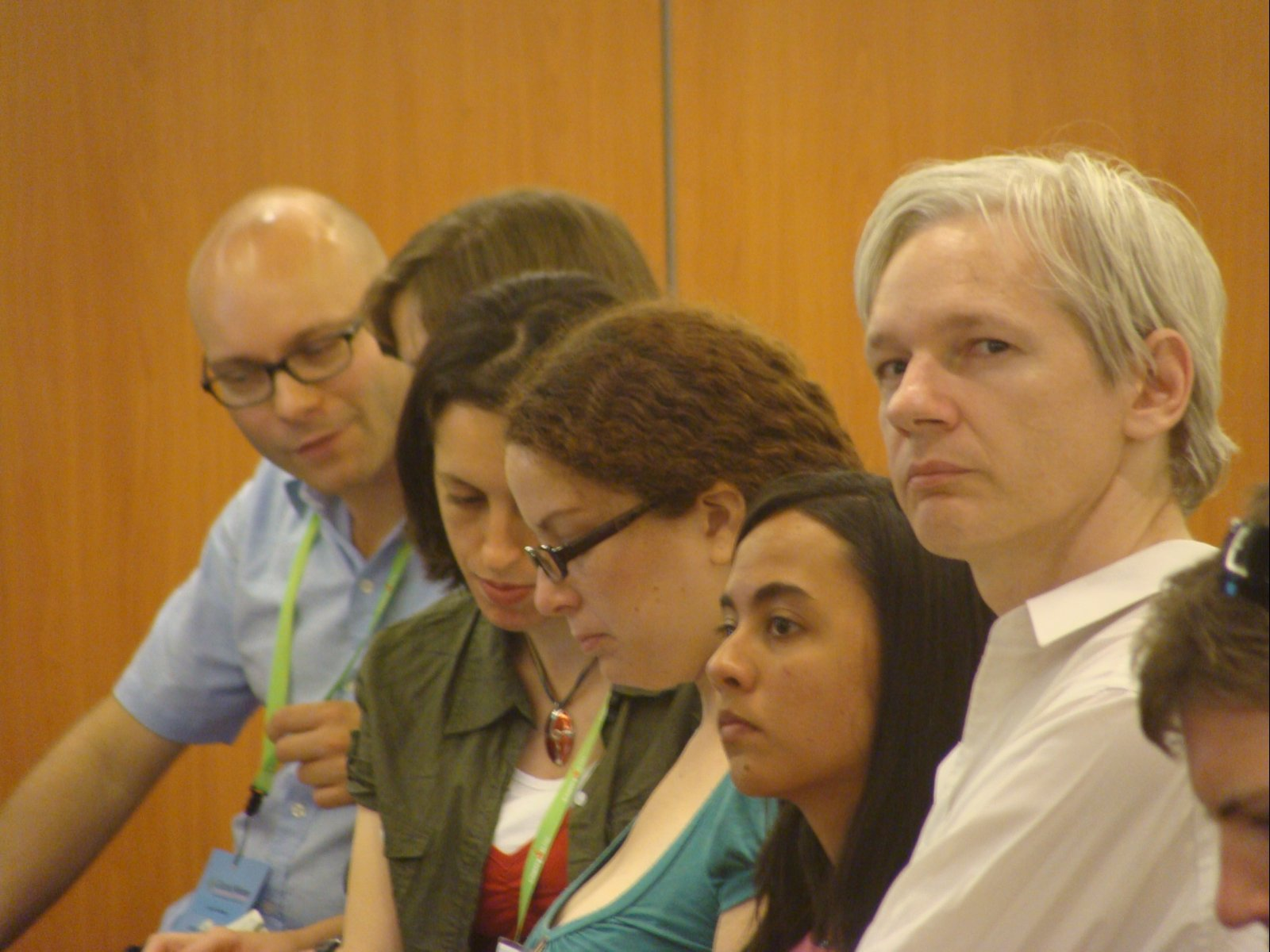

1 грудня 2010 Інтерпол видав ордер на його арешт і він був оголошений в міжнародний розшук. У Швеції його звинувачували в зґвалтуванні в місті Енчепінг, двох випадках сексуального домагання (в Енчепінгу та Стокгольмі) і «незаконному примусі» двох жінок. Усе це Ассанж нібито скоїв протягом двох днів у серпні, коли перебував у Швеції з робочим візитом.
7 грудня 2010 поліція заарештувала Ассанжа у Британії.  Адвокат журналіста заявляв, що ці звинувачення політично мотивовані і пов'язані з «полюванням» на Ассанжа, влаштованим урядом США. 
24 лютого 2011 р. Белмарський магістратський суд Британії ухвалив екстрадувати Ассанжа до Швеції. Це рішення витримало всі апеляції.
У квітні 2012 року Ассанж дебютував як телеведучий на російському пропагандистському англомовному телеканалі RT. У своїй першій передачі він узяв інтерв'ю у лідера ліванського руху «Хізбалла» Хасана Насралли.

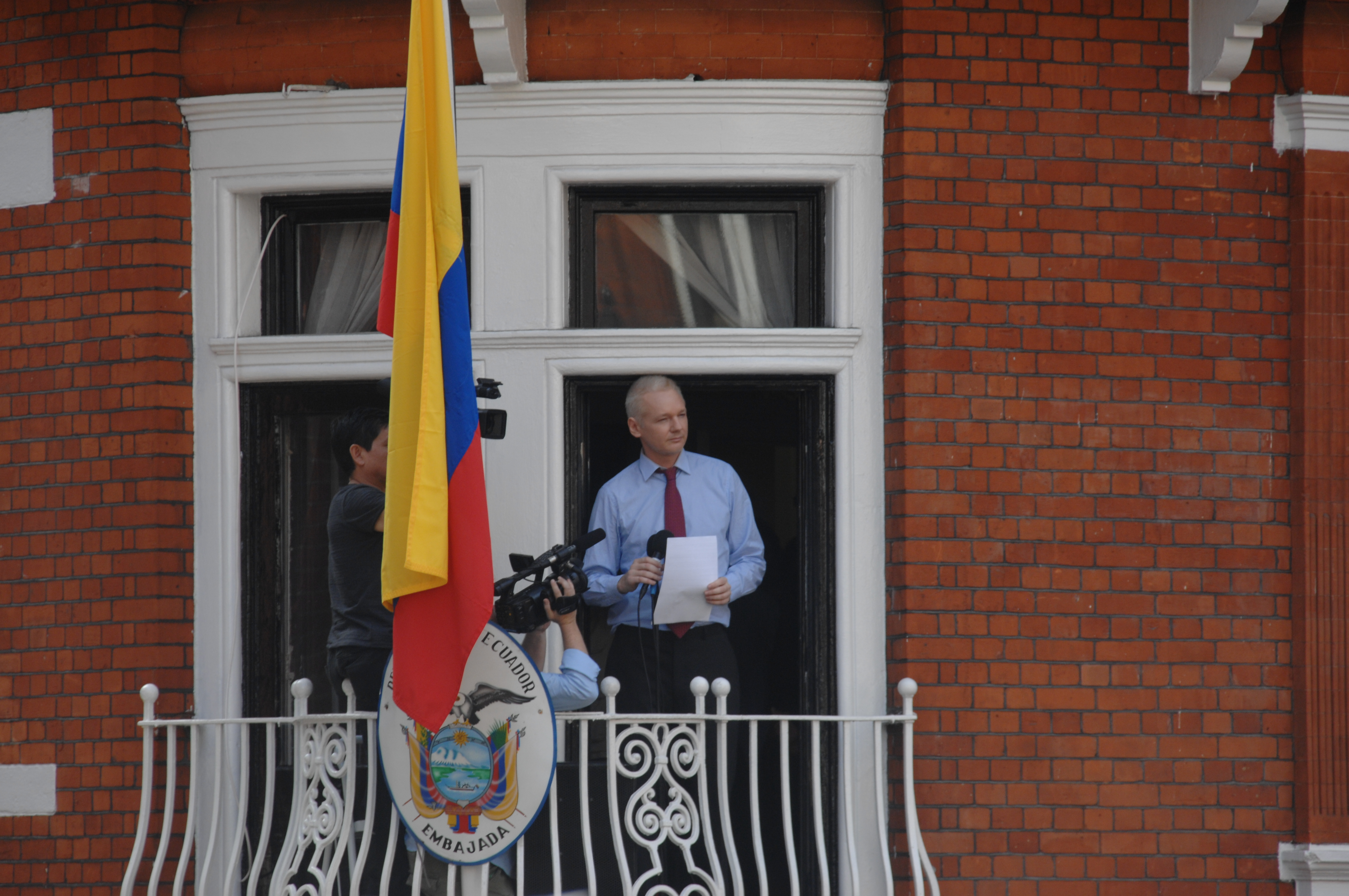
Ассанж під час виступу з балкону посольства

19 червня 2012 р. Ассанж попросив політичного притулку в Еквадорі. Незабаром стало відомо, що він залишається на території посольства цієї країни в Лондоні до рішення влади про надання або ненадання притулку. Оскільки Ассанж порушив умови звільнення під заставу (проводив ніч не в затвердженому місці), влада Англії заявила про готовність заарештувати його, як тільки він полишить стіни посольства. 16 серпня влада Еквадору заявила про свою згоду надати Ассанжу політичний притулок. 19 серпня Ассанж вперше за довгий час виступив на публіці з балкону посольства. Британське МЗС направило до посольства Еквадору офіційний лист з пропозицією продовжити переговори про видачу Ассанжа.

### 2019—2021
11 квітня 2019 року Еквадор видворив Ассанжа зі свого посольства. Президент Еквадору позбавив Ассанжа притулку, а посол Еквадору особисто впустив поліціянтів до будинку. Британська поліція заарештувала його на місці.
В листопаді 2019 понад 60 лікарів висловили стурбування здоров'ям Ассанжа, якого тримали в тюрмі. Вони вимагають перевести його з в'язниці для особливо небезпечних злочинців Белмарш до університетської клініки, вважаючи ці дії невідкладними й обов'язковими.
4 січня 2021 року Центральний кримінальний суд Лондону відмовив у екстрадиції Ассанжа до США. Запит було відхилено через побоювання за психічне здоров'я обвинуваченого. Суддя Ванесса Барайтсер пояснила, що Джуліан має симптоми депресії та схильність до суїциду. 5 січня року Президент Мексики запропонував Ассанжу притулок.
9 грудня 2021 Верховний суд Лондона дозволив екстрадицію Ассанжа до США.

### 2024
У березні WSJ повідомив, що Ассанж може укласти угоду про визнання провини, таку можливість розглядало Міністерство юстиції США.
24 червня 2024 року Ассанж визнав себе винним у розповсюдженні військової таємниці США, після цього його було звільнено після 1901 дня тримання під вартою під заставу. Після цього він літаком полетів до Австралії.

## Титули та нагороди
- 2008 — Ассанж отримав нагороду організації Amnesty International за публікацію матеріалів про корупцію в керівних колах Кенії.
- 2010 — газета Гардіан розмістила Ассанжа на 58 позиції в списку 100 найвпливовіших людей в ЗМІ.
- 12 листопада 2010 переміг в опитуванні журналу «Time» в рубриці «Людина року».